# Jean Servais Stas
Jean Servais Stas (Leuven, 21 de agosto de 1813 — Bruxelas, 13 de dezembro de 1891) foi um químico belga.

## Vida e trabalho
Stas nasceu em Leuven e se formou inicialmente como médico. Mais tarde, ele mudou para a química e trabalhou na École Polytechnique em Paris sob a direção de Jean-Baptiste Dumas. Stas e Dumas estabeleceram o peso atômico do carbono pesando uma amostra do material puro, queimando-o em oxigênio puro e, em seguida, pesando o dióxido de carbono produzido.
Em 1840, Stas foi nomeado professor da Royal Military School de Bruxelas. Ele adquiriu fama internacional ao determinar os pesos atômicos dos elementos com mais precisão do que nunca, usando uma massa atômica de 16 para o oxigênio como padrão. Seus resultados refutaram a hipótese do físico inglês William Prout de que todos os pesos atômicos devem ser múltiplos inteiros daquele do hidrogênio. Essas medições de peso atômico cuidadosas e precisas de Stas ajudaram a estabelecer a base para o sistema periódico de elementos de Dmitri Mendeleev e outros.
Seguindo o trabalho pioneiro de Lavoisier e sua declaração sobre a conservação da massa, os prolongados e exaustivos experimentos de Stas apoiaram a estrita exatidão desta lei em reações químicas, embora tenham sido realizados com outras intenções. Sua pesquisa indicou que em certas reações a perda ou ganho não poderia ter sido mais do que 2 a 4 partes em 100 000. A diferença na precisão almejada e alcançada por Lavoisier, por um lado, e por Morley e Stas, por outro, é enorme.
Em 1850, Stas deu provas de que o conde belga Hippolyte Visart de Bocarmé matou seu cunhado envenenando-o com nicotina.
Stas se aposentou em 1869 por causa de problemas de voz causados por uma doença na garganta. Tornou-se comissário da Casa da Moeda, mas renunciou em 1872 por discordar da política monetária do governo. Jean Stas morreu em Bruxelas e foi enterrado em Leuven.

## Publicações selecionadas
- Stas, Jean Servais (1894).  L. W. Spring, ed. Œuvres Complètes. 1. Brussels: [s.n.]
- Stas, Jean Servais (1894).  J. B. Depaire, ed. Œuvres Complètes. 2. Brussels: [s.n.]
- Stas, Jean Servais (1894).  L. W. Spring, ed. Œuvres Complètes. 3. Brussels: [s.n.]